# Rete tranviaria di Potsdam
La rete tranviaria urbana di Potsdam serve la capitale del Brandeburgo.

## Rete
- 91 Bhf Pirschheide - Bhf Rehbrücke
- 92 Kirschallee - Marie-Juchacz-Straße
- 93 Glienicker Brücke - Bhf Rehbrücke
- 94 Schloß Charlottenhof - Fontanestraße
- 96 Viereckremise - Marie-Juchacz-Straße
- 98 Bhf Pirschheide - Marie-Juchacz-Straße (solo nelle ore di punta)
- 99 Fontanestraße - Potsdam Hbf (- Marie-Juchacz-Straße)